# Scotocyma mimula
Scotocyma mimula är en fjärilsart som beskrevs av W. Warren 1905. Scotocyma mimula ingår i släktet Scotocyma och familjen mätare. Inga underarter finns listade.